# Ivica Šerfezi
Ivica Šerfezi, född 1 december 1935 i Zagreb, död 29 maj 2004, var en kroatisk schlagersångare. Han var populär i både Jugoslavien, Sovjetunionen och Östtyskland, bl.a. för sina duetter med sångerskan Ljupka Dimitrovska.
Šerfezi deltog i den jugoslaviska uttagningen till Eurovision Song Contest 1967. Tillsammans med Zdenka Vučković framförde han bidraget Malen je svijet (Världen är liten) och kom på 3:e plats.

## Diskografi
- Jukebox (EP, Jugoton, 1961.)
- Meerblaue Augen / Anna-Tereza (singl, AMIGA)
- Ivica Šerfezi (EP, Jugoton, 1964.)
- Crvene Ruže / Ja Za Ljubav Dosad Nisam Znao (singl, Jugoton, 1964. - sa Crveni koralji)
- Vrati mi srce (EP, Jugoton, 1966.)
- Želja (EP, Jugoton, 1966.)
- Suze liju plave oči (EP, Jugoton, 1966.)
- Marija Elena (EP, Jugoton, 1967.)
- Bimbo (EP, Jugoton, 1967.)
- Pjeva djeci (EP, Jugoton, 1967.)
- Reci ljubavi (EP, Jugoton, 1968.)
- Vjerovali ili ne / Kad si otišla drugom (singl, Jugoton, 1969.)
- Sjećanja na rodni kraj (International Artists, 1969.)
- Jos su tople tvoje suze (singl, Jugoton, 1970.)
- Pijan Od Tvoje Ljubavi (singl, Jugoton, 1970.)
- Ja Ljubim / Ja Želim Svoj Dom (singl, Jugoton, 1971.)
- Yupi Yupi Ya / Ti Si Moja Sudbina (singl, Jugoton, 1971.)
- Žena naj bo doma (singl, 1971.)
- Mihaela / Hojla Di, Hojla Da (singl, Jugoton, 1972.)
- Vrati se Mirjana (singl, Jugoton, 1972.)
- Draga, isplači svoju bol (singl, Jugoton, 1972.)
- Sviraj mi gitaro ("VŠS '73") / Bilo i prošlo je (singl, Jugoton, 1973.)
- Unter sudlicher Sonne (album, AMIGA, 1973. - sa Đani Maršan)
- Ivica Šerfezi (album, Jugoton, 1973.)
- Ivica Šerfezi (album, AMIGA, 1974.)
- Odlazi jedan brod (ZKP RTV Ljubljana, 1974.)
- Svatko ljubi kako zna (singl, Jugoton, 1975.)
- Vratit ću se jednog dana (Jugoton, 1975.)
- Poet Ivica Šerfezi (Ивица Шерфези - Поет Ивица Шерфези) (МЕЛОДИЯ С60-05843-44, 1975.)
- Svijet je lijep (ZKP RTV Ljubljana, 1976.)
- U dvoje je ljepše (Jugoton, 1977.)
- Serenada za tebe (Jugoton, 1977.)
- Djevojko mala (singl, Jugoton, 1977.)
- Pisma lijepa, pisma duga (singl, Jugoton, 1977.)
- Malaika (singl, Jugoton, 1977. - sa Ljupka Dimitrovska)
- Poet Ivica Šerfezi (Ивица Шерфези - Поет Ивица Шерфези) (МЕЛОДИЯ C60-10265-66, 1978.)
- Serenade Für Dich (album, AMIGA, 1979.)
- Zbogom, Marija (Santa Marija) (singl, Jugoton, 1981.)
- Šapni mi (Jugoton, 1982.)
- Moj život, moje pjesme (Jugoton, 1983.)
- Du Sprachst Von Liebe (album, AMIGA, 1983.)
- Wo Der Wildbach Rauscht - Alpenklänge Mit Ljupka & Ivica (album, AMIGA, 1985.)
- Pjesme južnih mora (Jugoton, 1987.)
- Božić u obitelji (Jugoton, 1987.)
- Romantično (Croatia Records, 1994.)
- Pjesme za dušu (2001.)
- Moj život, moje pjesme (Croatia Records, 2004.)
- Zlatne pjesme zlatnog dečka (Slovenija Records, 2004.)
- Vječni Šerfa - Zadnja želja (Maestro, 2005, reizdanje 2007.)
- The Platinum Collection (Croatia Records, 2008)